# Karmakanic
Karmakanic är en progressiv rock/metal-grupp grundad i Malmö, Sverige år 2002 av Jonas Reingold.  Karmakanic har ett liknande sound och jämförs ofta med klassiska progressiva rockband som Yes, Genesis och ELP. De har dock utvecklat detta sound med mattor av synthesizers och tyngre metallisk rock som Dream Theater, Flower Kings och IQ. 

## Diskografi
- 2002 – Entering the Spectra
- 2004 – Wheel of Life
- 2008 – Who's the Boss in the Factory?
- 2011 – In a Perfect World
- 2016 – DOT